# Pseudomennis dioptoides
Pseudomennis dioptoides là một loài bướm đêm trong họ Geometridae.